# Giselmar (Wüstung)
Giselmar oder Geiselmar ist ein abgegangener Weiler, der sich wahrscheinlich auf der Gemarkung der Gemeinde Oppenweiler im baden-württembergischen Rems-Murr-Kreis befand. Über die Geschichte der Siedlung ist nicht mehr viel bekannt.

## Geschichte
Der Ortsname leitet sich von einem altdeutschen Namen eines Mannes ab, welcher wahrscheinlich der Gründer oder Grundherr des Orts war. In einer Urkunde von 1244 wird ein Streit über die Zehenten in Reichenbach (Richenbach), Schiffrain (Sciwerin) und Giselmar erwähnt. Daraus kann geschlossen werden, dass der Ort wohl auf der Gemarkung der Gemeinde Oppenweiler gelegen haben muss. Weiterhin wird Giselmar in einer Urkunde aus dem Jahre 1245 genannt. Mit dieser Urkunde bestätigte Papst Innozenz IV. dem Stift Backnang Besitztümer in verschiedenen Orten, so auch in Giselmar. In der Folgezeit wurde der Ort nicht mehr erwähnt.